# Абай (Коргалжынский район)
Абай (каз. Абай) — село в Коргалжынском районе Акмолинской области Казахстана. Входит в состав Коргалжынского сельского округа. Код КАТО — 116030200.

## География
Село расположено на левом берегу реки Нура примерно в 6 километрах к северо-востоку от административного центра района и сельского округа — села Коргалжын. 
Климат холодно-умеренный, с хорошей влажностью. Среднегодовая температура воздуха положительная и составляет около 4,6°С. Среднемесячная температура воздуха в июле достигает +21,3°С. Среднемесячная температура января составляет около -14,3°С. Среднегодовое количество осадков составляет около 360 мм. Основная часть осадков выпадает в период с июня по июль.
Ближайшие населённые пункты: село Коргалжын — на юго-западе, село Майшукур — на северо-западе.
Западнее села проходит автодорога Р-2 «Нур-Султан — Коргалжын» (с подъездом к Коргалжынскому заповеднику).

### Улицы[2]
- ул. Абая.

## Население
В 1989 году население села составляло 527 человек (из них казахи — 100%).

В 1999 году население села составляло 320 человек (212 мужчин и 108 женщин). По данным переписи 2009 года, в селе проживали 83 человека (46 мужчин и 37 женщин).
| Численность населения | Численность населения | Численность населения |
| 1989                  | 1999                  | 2009                  |
| --------------------- | --------------------- | --------------------- |
| 527                   | ↘320                  | ↘83                   |